# JCSAT-14
O JCSAT-14, também chamado de JCSAT-2B, é um satélite de comunicação geoestacionário japonês que foi construído pela Space Systems/Loral (SS/L), ele está localizado na posição orbital de 154 graus de longitude leste e é operado pela SKY Perfect JSAT Corporation. O satélite foi baseado na plataforma LS-1300 e sua vida útil estimada é de 15 anos.

## História
A Space Systems/Loral (SSL) anunciou em junho de 2012 que ela foi escolhida para fornecer um satélite de comunicações para SKY Perfect JSAT, uma operadora de satélite com sede no Japão. O satélite, o JCSAT-14, foi encomendado para substituir o JCSAT-2A em 154 graus de longitude leste e expandir a sua capacidade para atender à crescente demanda por infra-estrutura de telecomunicações na região da Ásia-Pacífico.
O satélite, que fornecerá aproximadamente 10 kw de potência no final da vida, tem 26 transponders de banda C e 18 transponders em banda Ku para fornecer serviços na Ásia, Rússia, Oceania e nas Ilhas do Pacífico.

## Lançamento
O satélite foi lançado ao espaço com sucesso no dia 6 de maio de 2016, às 05:21 UTC, por meio de um veículo Falcon 9FT, lançado a partir da Estação da Força Aérea de Cabo Canaveral, na Flórida, EUA. Ele tinha uma massa de lançamento de 4696 kg.

## Capacidade e cobertura
O JCSAT-14 é equipado com 26 transponders em banda C e 18 em banda Ku para prestar serviços na Ásia, Rússia, Oceania e nas Ilhas do Pacífico. A cobertura de banda C é usado para redes de transmissão de dados e as vigas de banda Ku regionais do satélite fornece conectividade de alta velocidade para o transporte marítimo, aviação e utilização de recursos de exploração. O satélite é o substituto do JCSAT-2A.